# Delocraniini
Delocraniini (лат.) — триба жуков подсемейства щитоносок (Cassidinae) из семейства листоедов.

## Распространение
Встречается в Неотропике.

## Описание
Мелкие и среднего размера жуки-щитоноски вытянутой формы. Переднеспинка с выступающими вперёд боковыми лопастями. Усики из 11 члеников. Клипеус продольно выемчатый. Среди кормовых растений представители семейств Arecaceae.

## Классификация
Триба принадлежит к «кассидиновой» линии щитоносок (Cassidinae) и её сближают с Notosacanthini и Spilophorini.
- Delocrania Guérin-Ménéville, 1844
  - Delocrania cossyphoides Guérin-Ménéville, 1844
  - Delocrania latipennis Champion, 1893
  - Delocrania panamensis Champion, 1893